# Cyclophora vusarmana
Cyclophora vusarmana là một loài bướm đêm trong họ Geometridae.